# Niels Frederiksen (politiker)
 Der er flere personer med dette navn, se Niels Frederiksen.
Niels Frederiksen (født 23. februar 1874 i Lille Karleby, død 20. december 1951 samme sted) var en dansk husmand og politiker. Han var formand for De Samvirkende Sjællandske Husmandsforeninger fra 1910 til 1929 og medlem af Folketinget for Det Radikale Venstre fra 1913 til 1934. Han var fra 1919 formand for Statens Jordlovsudvalg.

## Opvækst og familie
Frederiksen blev født i Lille Karleby på Hornsherred vest for Roskilde i 1874. Hans forældre var gårdejer Jens Frederiksen (1841-1897) og hustru Inger Marie, født Hansen (1849-1929). Han blev gift med Karen Marie Rasmussen (1878-1970) den 24. januar 1903 i Kirke Hyllinge. Han var elev på Køng Højskole og flere landbrugskoler. Da faren døde i 1897 og efterlod sin kone og ti børn, hvoraf de seks var under konfirmationsalderen, på gården, forpagtede Frederiksen fødegården af sin mor. I 1903 overtog han sin svigerfars lille landejendom (bolsted) på 1 3/4 tønder hartkorn i Store Karleby. Sammen med sin kone ombyggede han ejendommen, forbedrede jorden og øgede arealet fra 3½ til 9 hektar.

## Politisk virke
Frederiksen var inspireret af georgismen. Han læste Henry Georges værker bøger og tilsluttede sig den sjællandske husmandsbevægelse som var startet af Karl Hansen-Ankerstræde. Han blev medlem af hovedbestyrelsen i De samvirkende sjællandske husmandsforeninger i 1908, og da Karl Hansen fratrådte i 1910, blev Niels Frederiksen formand. Han blev husmændenes repræsentant i Landbokommissionen af 1911 og i 1914 næstformand i De samvirkende danske Husmandsforeninger. Han blev i 1919 formand for Statens Jordlovsudvalg som stod for statens udstykninger.
Han var sognerådsmedlem i Hyllinge-Lyndby Sogneråd fra 1909 til 1913 og amtsrådsmedlem i Roskilde Amtsrådskreds fra 1911 til 1922.
Frederiksen stillede op for Det Radikale Venstre til folketingsvalget 1913 i Lejrekredsen mod kredsens daværende folketingsmedlem A.O. Rasmussen, Venstre. Han vandt stort og blev genvalgt ved alle folketingsvalg frem til 1934 hvor han trak sig tilbage. Efter han var udtrådt af Folketinget, blev han formand for Saneringsudvalget for Sønderjylland, medlem af Produktions- og råstofkommissionen af 1937, Brændselsnævnet af 1939 og Landvindingsudvalget.